# EML
.eml – rozszerzenie nazwy pliku wykorzystywanego w programach pocztowych. Jeden plik EML to jedna wiadomość e-mail. Format pliku określono w specyfikacji RFC 822 ↓, zastąpionej później przez RFC 2822 ↓.
Format pliku został opracowany przez firmę Microsoft dla programów Outlook i Outlook Express. Plik EML to zarchiwizowana wiadomość e-mail, która zachowuje oryginalne formatowanie HTML i nagłówki.